# Гридасова, Александра Сергеевна
Алекса́ндра Серге́евна Грида́сова (род. 5 июля 1995 года в Харькове) — украинская спортсменка, художественная гимнастка. Многократный призёр летних Универсиад. Финалистка Олимпийских Игр 2016. 
Мастер спорта международного класса.

## Биография
Александра Гридасова родилась в семье Сергея и Натальи Гридасовых, начала заниматься гимнастикой в 5 лет в Симферополе, куда переехала с семьёй из родного Харькова. Первый тренер заметил в детском саду и пригласил начать заниматься художественной гимнастикой. По словам её мамы, у ребёнка было очень много энергии и Саша не могла усидеть на месте. Тренировалась Александра в СДЮШОР «Динамо», г. Симферополь. В сборную команду попала в 2009 году. На тот момент тренером для Гридасовой были Оксана Ризатдинова и Вероника Беляева. С 2010 года начала тренироваться в Киеве под руководством Альбины и Ирины Дерюгиных.
В 2010 году стала бронзовым призёром Чемпионата Европы по юниорам в упражнении с булавами. Чемпионка Украины 2013 года в личном первенстве. Чемпионка Украины в групповых упражнениях 2013—2016.
На летней Универсиаде в Казани Александра выступала во многоборье и финалах вместе с Еленой Дмитраш, Евгенией Гомон, Валерией Гудым, Светланой Прокоповой и Викторией Мазур и завоевала серебряную и две бронзовые награды.
Серебро они завоевали в командном многоборье, набрав 32,599 балла, первое место завоевали россиянки с результатом 35,100.
Ещё две бронзовые медали Александра со своей командой завоевала в групповых упражнениях с десятью булавами (16,533), а также с тремя мячами и двумя лентами (16,200).
21 июля 2013 года, за месяц до чемпионата мира девушку госпитализировали в отделение скорой помощи с диагнозом острый перитонит, после чего прооперировали. Таким образом Александра пропустила Чемпионат мира 2013 в Киеве.
В 2013—2016 годах побеждала и становилась призёром серии Гран-При и этапов Кубка Мира. Финалистка чемпионата Европы 2014 и чемпионатов мира 2014 и 2015 годов. Серебряный и бронзовый призёр первых Европейских игр.
На летней Универсиаде в Кванджу Александра Гридасова в составе сборной Украины (Еленой Дмитраш, Евгенией Гомон, Валерией Гудым и Анастасией Мульминой) завоевала золото в групповых упражнениях с булавами и обручами и серебро — в групповых упражнениях с лентами и в командном многоборье.
Участвовала в Олимпиаде 2016 года в Рио-де-Жанейро, где в финале группового многоборья заняла седьмое место. Публике запомнилось упражнение с обручами и булавами под музыку Vogue Мадонны, даже британские СМИ оценили их выступление.
Гридасову Александру назвали самой улыбчивой групповичкой и любимицей фотографов.